# Bürgel (Thuringe)
Pour les articles homonymes, voir Bürgel.
Bürgel est une ville allemande de l'arrondissement de Saale-Holzland, Land de Thuringe.

## Géographie
La commune comprend les quartiers de Thalbürgel, Gniebsdorf, Beulbar, Gerega, Ilmsdorf, Hetzdorf, Silberthal, Droschka, Göritzberg, Hohendorf, Nischwitz, Lucka, Rodigast et Taupadel.
| Graitschen Nausnitz Poxdorf | Schkölen                         | Mertendorf Rauschwitz Hainspitz |
| Großlöbichau Jenalöbnitz    | Bürgel                           | Serba                           |
| Schlöben                    | Albersdorf Scheiditz Schöngleina | Waldeck                         |

Bürgel se trouve sur la Bundesstraße 7.

## Histoire
Le village de Bürgel est mentionné pour la première fois en 1133. Bürgel est qualifiée de ville en 1234. Elle doit son nom au château-fort dont il reste les murs. Elle est aussi connue pour son abbaye. Le village est au croisement de leurs routes.
En 1526, la ville acquiert son indépendance à la suite de la dissolution de l'abbaye à cause de l'apparition de la Réforme protestante.
En 1554, Bürgel est la scène d'une chasse aux sorcières durant laquelle un homme meurt.
Pendant la Seconde Guerre mondiale, des hommes et femmes de Pologne sont contraints à des travaux agricoles. Sept victimes sont enterrés dans le cimetière de Bürgel. Des prisonniers du camp de concentration de Buchenwald font en avril 1945 une marche de la mort le long de la Bundesstraße 7 qui passe par Bürgel ; pendant la traversée du territoire, 43 prisonniers sont tués par les SS. Les derniers jours du Troisième Reich sont marqués par la terreur. Un couple de et le maire de Taupadel qui avait appelé à mettre fin à la guerre, sont arrêtés par une patrouille SS qui les assassine à l'ouest de Rodigast.

## Jumelages
- Vecpiebalga (Lettonie)
- Riedlingen, Bade-Wurtemberg

## Personnalités liées à la commune
- Zacharias Brendel (1553–1626), philosophe, physicien, médecin et botaniste.
- Johann David Weidner (1721–1784), architecte baroque
- Hermann Stöbe (1899–1980), historien
- Walter Gebauer (1907-1989), céramiste
- Klaus Burkhardt (1928–2001), typographe
- Hannelore Suppe (née en 1943), athlète

## Source, notes et références
1. ↑  Thüringer Verband der Verfolgten des Naziregimes – Bund der Antifaschisten und Studienkreis deutscher Widerstand 1933–1945 (éditeurs) : Heimatgeschichtlicher Wegweiser zu Stätten des Widerstandes und der Verfolgung 1933–1945, série : Heimatgeschichtliche Wegweiser Vol.8 Thüringen, Erfurt 2003, p. 278,  (ISBN 3-88864-343-0).

- (de) Cet article est partiellement ou en totalité issu de l’article de Wikipédia en allemand intitulé « Bürgel (Thüringen) » (voir la liste des auteurs).